# Esnaider Salinas
Esnaider Salinas (Barranquilla, Atlántico, Colombia; 26 de septiembre de 1987) es un futbolista Colombiano. Juega de Mediocampista.

## Clubes
| Club                  | País     | Año         |
| --------------------- | -------- | ----------- |
| Junior                | Colombia | 2006 - 2008 |
| Atlético de la Sabana | Colombia | 2009 - 2010 |
| Uniautónoma F. C.     | Colombia | 2011        |
| Valledupar F. C.      | Colombia | 2012        |
| Uniautónoma F. C.     | Colombia | 2012        |
| Valledupar F. C.      | Colombia | 2013        |
| Real Cartagena        | Colombia | 2014 - 2015 |
| Unión Magdalena       | Colombia | 2017        |